# Graeme Lowdon
Graeme Paul Lowdon (Corbridge, 23 de abril de 1965), é um empresário e empreendedor britânico que atualmente é o chefe da equipe de Fórmula 1 da Cadillac. Ele anteriormente atuou como diretor-executivo das equipes de Fórmula 1 Virgin e Marussia.

## Carreira
Originário de Corbridge, Lowdon cresceu em Stocksfield. Ele obteve um bacharelado e mestrado em engenharia mecânica na Universidade de Sheffield, bem como um MBA pela Universidade de Newcastle. Inicialmente, ele trabalhou na indústria de energia no norte da Inglaterra e em Singapura, antes de ingressar no ABB Group, trabalhando como parte da força de vendas internacional para sua divisão de usinas de energia. Ele identificou que um cliente potencial também geria uma equipe da IndyCar nos Estados Unidos e ajudou a organizar um acordo de patrocínio com a equipe.
Em 1996, Lowdon retornou ao Reino Unido e criou a Industry On-line, fornecendo plataformas de negociação on-line para a indústria. Ele também foi cofundador da Eiger Racing, uma equipe de corrida de Fórmula Renault. Tendo garantido o investimento da 3i, ele desenvolveu a Industry On-line na Just2Clicks, que foi lançada no Alternative Investment Market em 2000. No final de 2000, Lowdon se juntou à Manor Motorsport em uma função comercial não executiva.
Em 2002, ele foi cofundador da Nomad Digital, agora o principal fornecedor mundial de comunicações de dados para o setor de transporte, especializado em fornecer Wi-Fi em trens.
Ele ajudou a Manor Motorsport a se desenvolver em uma equipe de Fórmula 1 para a temporada de 2010. Lowdon tinha fortes ligações com o Virgin Group de Richard Branson, sendo o Virgin Rail Group um dos clientes da Nomad. Ele usou essas ligações para criar a equipe Virgin Racing, que posteriormente foi transformada na Marussia F1 Team. Em 30 de outubro de 2015, a equipe anunciou a renúncia de Lowdon e do chefe da equipe John Booth no final da temporada de 2015, citando diferenças com o proprietário da equipe Stephen Fitzpatrick. Mais tarde, ele retornou à Manor Motorsport, supervisionando seu programa no Campeonato Mundial de Endurance da FIA.
Em dezembro de 2024, foi anunciado que Lowdon se tornaria o chefe da equipe de Fórmula 1 da Cadillac, que está programada para fazer estreia na temporada de 2026.